# Irmbert Schenk
Irmbert Schenk (* 28. April 1941 in Stuttgart) ist ein deutscher Medienwissenschaftler.

## Biografie

### Ausbildung und Beruf
Schenk absolvierte mit zahlreichen schülerpolitischen Aktivitäten die Schule in Stuttgart und schloss mit dem Abitur ab. Er studierte Theaterwissenschaft, Romanistik, Literaturwissenschaft, Psychologie sowie Komparatistik und Kunstgeschichte in Rom, München, Wien, Paris und Berlin. Zusatzstudien an Theater- und Filmakademien im In- und Ausland sowie Praktika u. a. am Piccolo Teatro Mailand und dem Berliner Ensemble ergänzten die Ausbildung. Er beendete das Studium als Magister Artium (M.A.) der Theaterwissenschaft, promovierte zum  Dr. phil. in der Literaturwissenschaft und habilitierte sich für Medienwissenschaft. Er war Mitgründer des Bremer Kommunalkinos, des Internationalen Bremer Symposiums zum Film und des Bremer Filmpreises und nahm mehrere Gastprofessuren in Italien, Argentinien und Österreich wahr.
Von 1971 bis 2006 war er Hochschullehrer für Medienwissenschaft an der Universität Bremen, wo er als einer der ersten in der Bundesrepublik Deutschland reguläre Lehrveranstaltungen zur Filmgeschichte angeboten hat.

### Lehre und Forschung
Der Schwerpunkt seiner Arbeit liegt auf der Filmwissenschaft, insbesondere der europäischen Filmgeschichte, der Filmanalyse, der Filmrezeption und dem Kino als Ort psychosozialer Praxis. Mit der Frage nach den Zuschauern zielt er auf eine kulturwissenschaftliche und sozialgeschichtliche Erweiterung der Filmgeschichtsschreibung. Weitere Fragestellungen betreffen die Fernsehgeschichte und das Fernsehprogramm sowie den Bereich der Intermedialität. Dazu kommen frühere Arbeiten zur italienischen Theater- und Literaturgeschichte.

## Schriften (Auswahl)
- Filmkritik. Bestandsaufnahmen und Perspektiven. Hg. Marburg 1998.
- Dschungel Großstadt – Kino und Modernisierung. Hg. Marburg 1999.
- Erlebnisort Kino. Hg. Marburg 2000.
- Kino und Modernisierung. Von der Avantgarde zum Videoclip. Marburg 2008.
- Das goldene Zeitalter des italienischen Films. Die 1960er Jahre. Hg. zus. mit Thomas Koebner, München 2008.
- Film-Kino-Zuschauer: Filmrezeption / Film-Cinema-Spectator: Film Reception. Hg. zus. mit Margrit Tröhler und Yvonne Zimmermann, Marburg 2010.
- Medien der 1950er Jahre (BRD und DDR). Hg.: AugenBlick 54–55, Marburg 2012.
- Film und Kino in Italien. Studien zur italienischen Filmgeschichte. Marburg 2014.
- Geschichte des italienischen Films. Marburg 2021, 2. Aufl. 2022.
- A History of Italian Cinema. Cinema Paradiso? Wiesbaden 2025.